# آسلو آشتاغسه (ایستگاه مترو برلین)

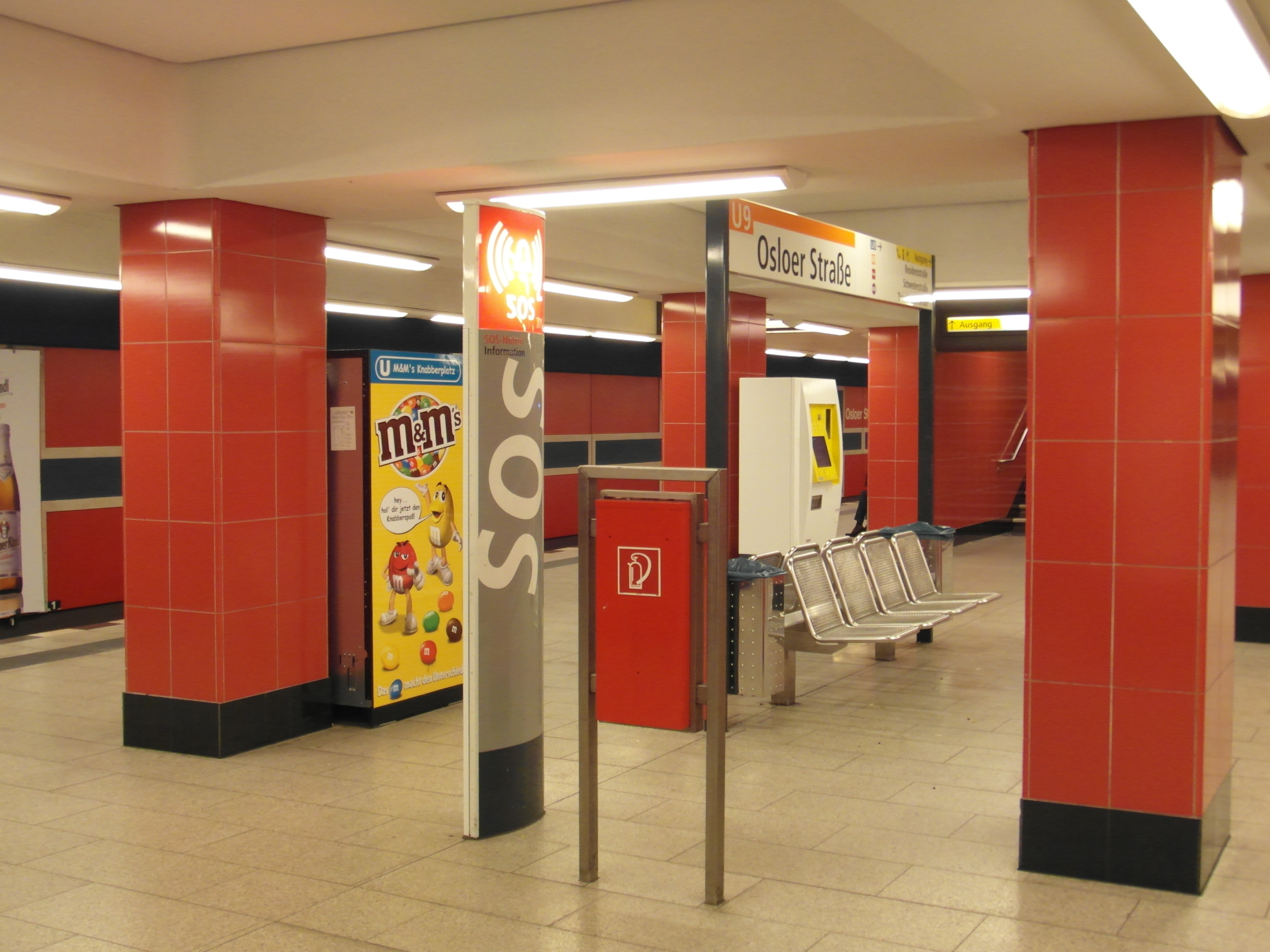
نمایی از ایستگاه آسلو آشتاغسه بر خط U9 - جولای ۲۰۱۲

آسلو آشتاغسه (به آلمانی: Osloer Straße) یک ایستگاه مترو در محله گزوندبرونن و ودینگ شهر برلین است که بر روی خط‌هایU8 و U9 واقع شده‌است. این ایستگاه در خیابانی به نام شهر اسلو، پایتخت نروژ واقع شده‌است.
این ایستگاه دو سطحی در ۳۰ آوریل ۱۹۷۶ (خط ۹) و ۵ اکتبر ۱۹۷۷ (خط ۸) افتتاح شد و از سال ۱۹۹۵ با خط تراموا M13 و ۵۰ به شبکه تراموا برلین وسط شد. این ایستگاه با خط اتوبوس ۱۲۸ به فرودگاه تگل متصل است.